# 本查阿南
本查阿南（绰号为"瀑布之城"（Bandar Pancuran Air））是马来西亚雪兰莪州瓜拉雪兰莪县下辖的镇区，位于莎阿南市中心西北20公里处。该镇北接依约，东邻双溪毛糯，南界巴生中路，西临而榄，距瓜拉雪兰莪市区约18公里。本查阿南地处巴生谷西北战略走廊，往东可通往万挠公主城、往南连接莎阿南州行政中心、往西直达巴生港口、往北则通向适耕庄等农业重镇。该镇占地14,000英亩，处于而榄和依约两个巫金之间，现有人口约5万，是连接吉隆坡（30公里）、八打灵再也（25公里）、莎阿南（20公里）与巴生市（15公里）的重要成长走廊。

## 历史沿革
本查阿南前身为联邦土地发展局（FELDA）油棕园与武吉遮拉卡森林保留地（Bukit Cherakah）。1997年启动城镇化进程，初期重点开发北部与东部区域。 随着莎阿南—白沙罗高架大道与西海岸大道的建成，过去十年城镇化加速。2001年本查阿南房屋有限公司成为主开发商，联合IJM置地、绿盛世与LBS集团打造莎阿南2（Shah Alam 2）、本查柏斯达丽（Puncak Bestari）与绿盛世宏愿城（Eco Grandeur）等综合城镇。 尽管经历经济衰退，现已成为集合住宅、工业与商业的现代化城镇。

## 城镇规划
总体规划分三期开发12个区段。第一期（1-6区）位于南部，包含早期住宅项目；第二期（7-9区）形成商业核心区；第三期（12-13区）北部设有丘陵地形与学校。子城镇如IJM置地开发的阿南苏丽亚（Alam Suria）与绿盛世开发的宏愿城强调绿色空间与混合用途开发。阿南再也工业园（Taman Industri Alam Jaya）为中小企业提供空间，邻近高速公路的区位优势显著。

## 教育设施
核心教育机构为2009年竣工的玛拉工艺大学（UiTM）本查阿南校区，占地4.39平方公里，可容纳4万师生。 附属玛拉工艺大学医院提供医疗服务。另设三所国民小学（本查阿南一校至三校）、本查阿南国民中学与宗教学校。

## 生活配套
主要商业设施包含宜康省、莲花超市与阿南再也商业中心（AJCC）。本查阿南清真寺为文化地标，本查柏斯达丽休闲公园、高尔夫球场与武吉遮拉卡森林保留地提供绿色空间。房产价格较巴生谷平均低15-20%，吸引年轻家庭与投资者。 玛拉工艺大学师生推高租赁需求，排屋租金达每平方英尺0.30-1.50令吉。

## 交通网络

### 公路
通过莎阿南—白沙罗高架大道、西海岸大道与吉隆坡—瓜拉雪兰莪大道连接主要城市：至莎阿南（20分钟）、八打灵再也（30分钟）、巴生（25分钟）。

### 轨道交通
建设中的东海岸衔接铁道（ECRL）将在本查阿南设站。交通部长陆兆福2024年4月宣布，ECRL雪州段120公里线路将设5站：鹅唛、加埔、关税路综合总站（客运）、加埔与本查阿南站（客货两用），预计2027年12月31日竣工。 当前最近铁路服务为12公里外的轰埠站。

### 公共交通
吉隆坡快捷通巴士T715路线连接住宅区与玛拉工艺大学，T155路线（双溪毛糯捷运站—哥打布特里）途经距市中心7公里的瓜雪路。雪州精明巴士KS02路线对大马公民免费，连接城镇与双溪毛糯站，753路线从玛拉大学通往实达阿南、巴生与莎阿南市中心。